# HEY-SMITH
HEY-SMITH（ヘイスミス）は、日本のパンク・バンド。

## 概要
2006年、大阪府豊中市で結成。メロディック・パンクにホーンセクションを加えた編成のパンク・ロックバンド。年間150本以上のライブをこなす。
バンド名の由来は『SMITHというのは、結成メンバー本名の頭文字からとって、なんとなくHEYとつけてみただけ!』。アメリカ、フロリダ州の音楽フェス『THE FEST』参加は当時US盤リリース無しでの異例の参加となった。
シングル“Download Me If You can/Goodbye To Say Hello”発売時のツアーにて47都道府県を全て制覇した。ちなみに最後は佐賀県。
クールポコ。やサンシャイン池崎などもファンであり、メンバーとの交流も深い。レス・ザン・ジェイク、ノー・ユース・フォー・ア・ネイム、オフスプリング などのJAPAN TOURにも帯同している。
2017年に行われたSiMが主催するフェス、DEAD POP FESTiVALでは、かなす・イイカワケン・満の三人がSiMのライブでホーン隊として参加するなど新体制になって加入したメンバーも他バンドからの信頼が厚い。
4th Full Album『STOP THE WAR』には、猪狩秀平が中学時代から敬愛し、自身のPUNKのルーツと公言する、大阪のパンクバンドKNUCKLESのカバー「RADIO」が収録されている。
OSAKA HAZIKETEMAZARE FESTIVALを主宰。主宰フェス・ツアー「HAJIKETEMAZARE」の元ネタは漫画「ドラゴンボール」の登場人物、ベジータの技「パワーボール」の使用時の台詞。

## メンバー
猪狩 秀平（1985年1月31日 - ）
ギター、ボーカル担当。オリジナルメンバー。ESP エクスプローラーを使用。ウォシュレットマニア。他ミュージシャンからの信頼が厚い。年齢は非公表であるが、KenKen（RIZE）と同い年であることが判明。
YouTubeチャンネルを個人で持ち、他のメンバーも動画に登場している。
Task-n（池川祐）（1987年7月19日 - ）
ドラムス担当。オリジナルメンバー。[Drum Kit] DW Jazz Series [Foot Pedal] DW9000 [Snare Drum] Ludwig LM-400、YAMAHA FSD1350 [Cymbals] PAiSTeを使用。ツアー先でカレー屋を食べ歩く程のカレー好き。タイトかつスピーディーに刻まれるドラムは圧倒的なテクニックを誇る。2023年12月に公開された猪狩のYouTube動画にて既婚者であることを公表した。
佐渡 満（1985年2月22日 - ）
テナー・サクソフォーン担当。オリジナルメンバー。YAMAHA YTS-275を使用。ライブ中は基本的に上半身裸に黒のハーフパンツ。スポーツ全般に詳しく、高校野球、プロ野球はかなりのマニア。
Yuji（伏下勇志）（1986年6月23日 - ）
ベース、ボーカル担当。メンバー募集で2015年4月に正式加入。
加入前は地元の石川県金沢市でやっていたTHE BONUS TRACKのメンバーとして活動。精力的に活動していたが、メンバーチェンジなどの理由で活動休止。その際に猪狩へ電話にて報告した時に加入することを提案され、公募へ参加。その後、加入。
MCでは専ら弄られており、「ハゲている」と詰られることも。猪狩に発言さえ許されない場面も多々見受けられる。
加入後初のリリースとなったアルバム『STOP THE WAR』収録の「Truth Inside」では作曲に参加。サビは彼が作ったものである。
イイカワケン（飯川賢）（1979年5月14日 - ）
トランペット担当。先にサポートメンバーとしての活動が決まっていたかなすの紹介で2015年6月よりサポートメンバーとしてライブへ参加、2015年12月に正式加入。
元LONG SHOT PARTY。平行してレゲエバンドONEGRAMでも活動中。
かなす（1985年11月18日 - ）
トロンボーン担当。メンバー募集にて2015年6月よりサポートメンバーとしてライブへ参加、2015年12月に正式加入。
バンド初の女性メンバー。元What's Love?。元FEELFLIP。
2022年10月25日、EXILE NESMITHと結婚。
SEKAI NO OWARIのFukase、Nakajinとは中学校の同級生。

### 元メンバー
Mukky（2月19日 - ）
ボーカル、ベース担当。crews maniac sound、JB-modern seriesを使用。
活動中に突発性難聴になったことを告白している。
2015年2月1日脱退を発表。突発性難聴からくる度重なる気持ちの浮き沈みがなかなか自分でセーブ出来ず、バンド活動に支障をきたすため。
Iori
トランペット担当。YAMAHA YTR1335を使用。そのキャラクターから、よくいじられる。昔のあだ名は「とかげ」。ヨーヨーが特技。
2015年2月1日脱退を発表。新しい家族ができたことで、バンドではない方法で家族を守って行くことを決心したため。

## 来歴
2006年
2月、ベイサイドジェニーでのライブを皮切りにライブ活動を始める。
7月、1st DEMO CDを製作、約1,000枚を販売し廃盤。
2007年
7月、2nd DEMO CDを製作、約7,000枚配布。
2008年
5月、EDDY、SKIPPERSと初の共同企画を主催。
9月、京都にて初の野外フェスに参加。
11月、3rd DEMO CDを発売。
2009年
1月、九州に初進出、10か所ツアーを敢行。
2月、ツアーの最終日に自主企画を開催。
4月、SHANK 東名阪広長ツアーファイナルシリーズに全て参戦。
5月、SET YOU FREEにCDリリース前から抜擢。
8月5日、1st Mini Album『Proud and Loud』でCAFFEINE BOMB ORGANICSよりデビュー。全国ツアー後、心斎橋FANJ-TWICEにてツアーファイナルを行う。
2010年
1月20日、1st Full Album『14-Fourteen-』をリリース。全国51箇所のツアーを行い、ファイナルを心斎橋BIGCATにて開催する。
7月11日、京都大作戦2010～今年も子供に戻りな祭～（牛若の舞台）に出演。
7月30日、FUJI ROCK FESTIVAL '10（Rookie A Go Go）に出演。
12月、初の自主企画フェス「OSAKA HAZIKETEMAZARE FESTIVAL Vol.0」を開催。
2011年
5月4日、2nd Full Album『Free Your Mind』をリリース、オリコンインディチャート1位を獲得。全国61か所のツアーを開催し、ファイナルシリーズを東名阪（名古屋 CLUB QUATTRO、渋谷CLUB QUATTRO、心斎橋BIG CAT）にて行なう。
10月、アメリカフロリダ州にて音楽フェス「THE FEST 2011」に出演。
2012年
2月8日、1st DVD『Our Freedom』をリリース。
4月、SiM、coldrainとのトリプルヘッドライナーツアー「TRIPLE AXE TOUR」を開催。
10月31日、1st Single『Download Me If You can/Goodbye To Say Hello』をリリース。
11月-12月、HEY-SMITH Single Tour "Download Me If You Can"を開催。ゲストにSiM、NUBO、HAKAIHAYABUSA、dustbox、SHANK、HOTSQUALL、FACTを迎える。
2013年
2月、SiM、HEY-SMITH、COUNTRY YARDによる“真冬の東北 "三角関係" ツアー”を開催。
2月14日、HEY-SMITH Presents "LIVE IN HOPE"を開催。ゲストにLABRET・SMASH UPを迎える。
4月-6月、SiM×coldrain×HEY-SMITHによる合同企画"TRIPLE AXE 2013"を開催。
5月1日、3rd Full Album『Now Album』をリリース、オリコン総合チャート10位を獲得。それに伴う全47都道府県ツアー「Now Album」JAPAN TOURを開催。EGG BRAIN、ROTTENGRAFFTY、OVER ARM THROW、dustbox、TOTALFAT、MEANING、GOOD4NOTHING、My Hair is Bad、coldrain、SHANK、Crossfaith、KEMURI、10-FEETなどがゲストで参加。
5月18日、『Now Album』CD購入特典Free Liveを開催。
7月、1st Full Album『14 -Fourteen-』のUS盤（1st mini Albumと1st Full Albumをまとめた2 in 1仕様に未発表曲『Everlasting』を収録）をリリース。
2014年
3月5日、2nd DVD『Your Freedom』をリリース。
6月、coldrain、SiMとの3マンイベント「TRIPLE AXE 14」に出演。
9月13・14日 - 「OSAKA HAZIKETEMAZARE FESTIVAL 2014」を泉大津フェニックスで開催。このライブをもってベースボーカルのMukkyとトランペットのIoriが脱退。
2015年
1月1日、3rd DVD『Live at HAZIKETEMAZARE FESTIVAL』をリリース、オリコン総合チャート2位を獲得。
4月、YUJI（ベース・ボーカル）が加入。
12月6日・19日 - 「HAZIKETEMAZARE FESTIVAL 2015」を東京と大阪にて開催。大阪公演にてイイカワケン（Trp）とかなす（Trb）の加入を発表。
2016年
5月18日、3年ぶりとなる4th Full Album『STOP THE WAR』をリリース、オリコン総合チャート8位を獲得。それに伴い、STOP THE WAR TOURを6月1日から12月3日まで半年にわたり47都道府県62公演行った。ツアーファイナルは、大阪府民共済スーパーアリーナにて、バンド史上初のワンマンライヴを開催。
2017年
1月18日-2月4日、coldrain、SiMとの3バンドによる全国ツアー「TRIPLE AXE TOUR'17」を10公演で行った。
7月5日、4年9カ月ぶりとなる2ndシングル『Let It Punk』をリリース。それに伴い、「Let It Punk TOUR」を7月12日から9月3日まで全7公演を行う。
2018年
4月7日に台湾で、4月12日に新木場STUDIO COASTで「TRIPLE AXE TOUR 2018"を開催。
6月8日、YouTubeに新曲、『Not A TV Show』のMVを予告なしに公開。ライブ会場限定シングル、『Not A TV Show』も告知なしに発売。
6月16日、SATANIC CARNIVAL 2018に出演。初日のSATAN STAGEのトリを務める。
7月4日・9月7日、[新曲お披露目ツアー2～初めて行くライブハウス編～]を開催。
11月7日、6枚目となるフルアルバム、『Life In The Sun』をリリース。オリコン最高位7位を記録。
11月、フジテレビ系列『Love music』にて地上波初パフォーマンス。「Not A TV Show」を演奏。
2019年
8月、東京スカパラダイスオーケストラとの共同企画「SKAramble JAPAN」を行う。
9月、初のアコースティックセットのライブを行う。
11月、GOOD4NOTHING、SIX LOUNGE、ハルカミライとの4バンドによるツアー「16 MONKEYS TOUR」を全国5か所にて行う。
2020年
1月1日、5th DVD/BD作品『Pure Freedom』をリリース、オリコン音楽DVD/BDチャート3位を獲得。
2月、「OSAKA HAZIKETEMAZARE TOUR」を仙台、東京、大阪にてサーキットで開催した。
3月、アメリカの老舗PUNK/SKA LABEL ASIAN MAN RECORDSから『Life In The Sun World Edition』を全世界リリース。
2021年
6月8日、CAFFEINE BOMB ORGANICSからリリースされた全作品がサブスクリプション解禁。
2023年
1月21日、大阪市住之江区に新設されたライブハウス「GORILLA HALL OSAKA」の会場名をボーカルの猪狩が命名した縁でこけら落とし公演を行う。
9月7日、同年10月11日にリリースの『Say My Name』がテレビアニメ『東京リベンジャーズ 天竺編』のエンディング主題歌に決定、本作でポニーキャニオンからのメジャー・デビューを発表。初のアニメタイアップとなる。
11月1日、フルアルバム『Rest In Punk』をリリース。

## ディスコグラフィ

### デジタルシングル
|     | 発売日        | タイトル     | 規格品番   | 収録アルバム                     |
| --- | ------------- | ------------ | ---------- | -------------------------------- |
| 1st | 2021年7月16日 | Be The One   |            | 『Rest In Punk』                 |
| 2nd | 2024年8月14日 | Feel My Pain | PCSP-05959 | 『Rest In Punk -World Edition-』 |

### アルバム
|     | 発売日        | タイトル        | 規格品番                                                                     | 最高位 |
| --- | ------------- | --------------- | ---------------------------------------------------------------------------- | ------ |
| 1st | 2009年8月5日  | Proud and Loud  | CBR-13                                                                       | 172位  |
| 2nd | 2010年1月20日 | 14-Fourteen-    | CBR-17                                                                       | 107位  |
| 3rd | 2011年5月4日  | Free Your Mind  | CBR-29                                                                       | 36位   |
| 4th | 2013年5月1日  | Now Album       | CBR-57                                                                       | 10位   |
| 5th | 2016年5月18日 | STOP THE WAR    | CBR-75 CBR-76                                                                | 8位    |
| 6th | 2018年11月7日 | Life In The Sun | CBO-4 CBR-91                                                                 | 7位    |
| 7th | 2023年11月1日 | Rest In Punk    | PCCA-06231 PCCA-06232 PCCA-06233 PCCA-06234 PCCA-06235 PCCA-06236 PCCA-06237 | 10位   |

### デジタルアルバム
|     | 発売日         | タイトル                           | 備考                   |
| --- | -------------- | ---------------------------------- | ---------------------- |
| 1st | 2024年12月10日 | OSAKA HAZIKETEMAZARE FESTIVAL 2024 | Amazon Music限定配信。 |

### ホーン隊参加作品
| 曲名                                             | アーティスト                   | 収録アルバム                                                              |
| ------------------------------------------------ | ------------------------------ | ------------------------------------------------------------------------- |
| Grimy window                                     | SHANK                          | Loving our small days                                                     |
| Error                                            | ROTTENGRAFFTY                  | Walk                                                                      |
| Breed                                            | 10-FEET                        | V.A NEVERMIND TRIBUTE                                                     |
| SEASIDE STORY                                    | EDDY                           | アステリズム                                                              |
| JOYFUL                                           | BACK LIFT                      | FOR YOU, FOR US                                                           |
| Paradise Has No Border feat. NO BORDER ALL STARS | 東京スカパラダイスオーケストラ | NO BORDER HITS 2025→2001 〜ベスト・オブ・東京スカパラダイスオーケストラ〜 |

## タイアップ一覧
| 起用年 | 曲名                 | タイアップ                                                                                          |
| ------ | -------------------- | --------------------------------------------------------------------------------------------------- |
| 2012年 | Goodbye To Say Hello | 北海道テレビ『夢チカ18』11月度エンディングテーマ                                                    |
| 2018年 | California           | ムラサキスポーツ 2018 SNOWBOARD キャンペーンソング/ムラサキスポーツ「スノーボード大総力祭」CMソング |
| 2018年 | California           | 九州朝日放送『ドォーモ』11月エンディングテーマ                                                      |
| 2019年 | Love Summer          | H.I.S沖縄「かぞくいっしょの夏休み」WEB CMソング                                                     |
| 2022年 | Inside Of Me         | 北海道テレビ『NO MATTER BOARD（'22-'23シーズン）』エンディングテーマ                                |
| 2023年 | Say My Name          | テレビアニメ『東京リベンジャーズ 天竺編』エンディング主題歌                                         |
| 2024年 | Feel My Pain         | アニメ『ケンガンアシュラ Season2 Part.2』オープニング主題歌                                         |
| 2024年 | Fellowship Anthem    | ABEMA『国境デスロード』主題歌                                                                       |
| 2025年 | Feel My Pain         | 映画『裏社員。-スパイやらせてもろてます‐』挿入歌                                                    |